# Anaphothrips decolor
Anaphothrips decolor är en insektsart som beskrevs av Ian A. Hood 1925. Anaphothrips decolor ingår i släktet Anaphothrips och familjen smaltripsar. Inga underarter finns listade i Catalogue of Life.